# Richard R. Ernst
Pour les articles homonymes, voir Ernst.
Richard Robert Ernst, né le 14 août 1933 à Winterthour (Suisse) et mort dans la même ville le 4 juin 2021, est un chimiste suisse. Il a été lauréat du prix Nobel de chimie de 1991 « pour ses contributions au développement de la méthodologie de la spectroscopie de la résonance magnétique nucléaire à haute définition ».

## Biographie
Ernst a étudié à l'École polytechnique fédérale de Zurich (Eidgenössische Technische Hochschule, Zürich) et il y est maintenant professeur de chimie physique. Dans cet établissement, il a collaboré aux travaux du professeur Kurt Wüthrich sur la résonance magnétique nucléaire.
Alors qu'il est employé de Varian Associates (en) entre 1963 et 1968, à Palo Alto en Californie, il développe la spectroscopie multidimensionnelle par résonance magnétique nucléaire.
Il meurt le 4 juin 2021 à l'âge de 87 ans.